# Zeemansvrouwen
Zeemansvrouwen is een Nederlandse speelfilm uit 1930. Het werd de laatste officiële Nederlandse stomme film, en de laatste film die tussen 1930 en 1934 zou verschijnen. Er zouden wel semi-amateurfilms gemaakt worden in die tussentijd.

## Verhaal
Willem is een goedaardige zeeman, die wanneer hij thuiskomt graag de kroeg van Tante Saar bezoekt. Daar ziet hij ook vaak mooie Leen komen, op wie hij wel valt. Zij is samen met Lau die het minder goed voor heeft, met haar en zijn omgeving. Nadat Willem en Leen elkaar beter leren kennen belooft hij na zijn volgende terugkeer van zee met haar te zullen trouwen. Maar bij terugkomst is er daar Lau weer in haar leven geraakt, waardoor er een kat-en-muisspel ontstaat tussen de mannen.

## Rolverdeling
| Acteur                 | Personage        |
| ---------------------- | ---------------- |
| Harry Boda             | Willem Broerse   |
| Josephine Schetser     | mooie Leen       |
| Raas Luijben           | Lau              |
| Joseph Patsch          | dronken Lodewijk |
| Clara Visscher-Blaazer | manke Mie        |
| Henriette Verbeek      | tante Saar       |
| Henkie Klein           | Nelis            |

## Trivia
De film Zeemansvrouwen zou in 1930 de eerste Nederlandse speelfilm met geluid worden, maar werd door technische en financiële perikelen uiteindelijk toch een stomme film.
In 2003 werden de beelden door liplezers bestudeerd en werd de film alsnog van geluid voorzien door hoorspelacteurs. Hij werd vertoond tijdens de Biënnale van dat jaar in het Filmmuseum te Amsterdam.